# Meridiastra fissura
Meridiastra fissura är en sjöstjärneart som beskrevs av O'Loughlin 2002. Meridiastra fissura ingår i släktet Meridiastra och familjen Asterinidae. Inga underarter finns listade i Catalogue of Life.